# Cham Dālān
Cham Dālān (persiska: Cham Dālūn, چم دالان) är en ort i Iran.   Den ligger i provinsen Khuzestan, i den centrala delen av landet, 500 km söder om huvudstaden Teheran. Cham Dālān ligger 502 meter över havet och antalet invånare är 286.
Terrängen runt Cham Dālān är varierad.Runt Cham Dālān är det ganska glesbefolkat, med 47 invånare per kvadratkilometer. Närmaste större samhälle är Patak-e Beygdelī, 4,2 km söder om Cham Dālān. Omgivningarna runt Cham Dālān är i huvudsak ett öppet busklandskap.